# Episodi di Squidbillies (decima stagione)
La decima stagione della serie animata Squidbillies, composta da 9 episodi, è stata trasmessa negli Stati Uniti, da Adult Swim, dal 10 luglio al 20 novembre 2016.
Con la dipartita del doppiatore Scott Hilley, il Reverendo è stato sostituito da Kyle Nubbins, la cui voce è stata prestata dal cantante Jason Isbell. Inoltre Elizabeth Cook, la doppiatrice originale di Tammi, è stata sostituita da Faye Otto in questa stagione.
In Italia la stagione è inedita.
| n° | Titolo originale             | Prima TV USA     |
| -- | ---------------------------- | ---------------- |
| 1  | Lipstick on a Squid          | 10 luglio 2016   |
| 2  | Southern Pride and Prejudice | 17 luglio 2016   |
| 3  | Trackwood Race-ist           | 24 luglio 2016   |
| 4  | The Peep                     | 31 luglio 2016   |
| 5  | Vicki                        | 7 agosto 2016    |
| 6  | Cephalo-ectomy               | 14 agosto 2016   |
| 7  | Greener Pastor               | 21 agosto 2016   |
| 8  | Squash B'Gosh                | 30 ottobre 2016  |
| 9  | Thanks-Taking                | 20 novembre 2016 |

## Lipstick on a Squid
- Diretto da: Jim Fortier e Dave Willis
- Scritto da: Jim Fortier e Dave Willis

### Trama
Una sera tardi, Rusty torna a casa con del trucco e una nuova acconciatura. Early, inizialmente disgustato nel vedere il figlio in queste condizioni, scopre da lui che questo fa parte del suo nuovo lavoro e che lo fa solo per essere pagato. Early e Granny allora decidono di firmare per fare dei test cosmetici, che si riveleranno essere pericolosamente chimici, al fine di "fare una vita onesta". Dopo vari test e deodoranti agli occhi, Granny e Early stanno cominiando a deformarsi a causa dell'alta chimicità dei test. Granny si sta trasformando in un grande sacco di immondizia ambulante in sovrappeso, mentre Early ha la pelle rovinata e con una forte luce che esce dai suoi orifizi.
- Guest star: Tara Ochs (assistente del dottore), Amber Nash (Prosperità).
- Altri interpreti: Mike Schatz (dottore).
- Ascolti USA: telespettatori 1.167.000 – rating/share 18-49 anni[2].
- Sigla: Father John Misty[3]

## Southern Pride and Prejudice
- Diretto da: Jim Fortier e Dave Willis
- Scritto da: Jim Fortier e Dave Willis

### Trama
Early è a favore della bandiera confederata e decide di comprare gadget e bandiere varie. Dan Halen mette fuori legge l'immagine della bandiera confederata e questo fa arrabbiare Early. Rusty esamina la storia e scopre che i calamari erano in realtà oggetti subumani dei padri fondatori e dei ricchi bianchi dei terreni durante il periodo in cui la bandiera confederata sventolava sopra le valli Georgiane. Dopo che Early si è fatto tatuare l'immagine della bandiera sul suo viso, Rusty gli mostra il vero significato della bandiera in televisione. All'improvviso, Early vuole mettere al bando l'immagine e censurarsi la bandiera che si era fatto tatuare sul viso.
- Altri interpreti: Alan Steadman (confederato), Matt Foster (tatuatore).
- Ascolti USA: telespettatori 1.245.000 – rating/share 18-49 anni[4].
- Sigla: Kurt Vile[5]

## Trackwood Race-ist
- Diretto da: Jim Fortier e Dave Willis
- Scritto da: Jim Fortier e Dave Willis

### Trama
È di nuovo la stagione degli scout, il periodo in cui gli abitanti della città si riuniscono e fanno correre le loro creazioni lungo una pista, lunga qualche metro. Rusty ha costruito una macchina da corsa in legno, alcuni altri scout hanno disegnato e costruito il loro veicolo con tipici design e Early ha costruito un camioncino per autocarri in miniatura.
- Guest star: Dave Hill (capo scout).
- Altri interpreti: Faye Otto (Tammi), Niko Coleman (Randy Cuyler), Max Willis (boy scout).
- Ascolti USA: telespettatori 1.277.000 – rating/share 18-49 anni[6].
- Sigla: The B-52s[7]

## The Peep
- Diretto da: Jim Fortier e Dave Willis
- Scritto da: Jim Fortier e Dave Willis

### Trama
Lo sceriffo prova la stand-up comedy.
- Altri interpreti: Shawn Coleman, Whit Davies (Padre dello sceriffo), Paul Painter (Radio DJ).
- Ascolti USA: telespettatori 1.231.000 – rating/share 18-49 anni[8].
- Sigla: Shawn Coleman e Dave Willis

## Vicki
- Diretto da: Jim Fortier e Dave Willis
- Scritto da: Jim Fortier, Alan Steadman e Dave Willis

### Trama
Lo sceriffo comprende che ha speso un'intera carriera poliziesca a controllare Early perché non provocasse troppi danni e che non ha pensato abbastanza a se stesso. Così, quando una ragazza con cui andava a scuola di nome Vicki si presenta in città per aiutare il suo vecchio e malato papà, decide di approfittare del momento per provare a rimorchiarla. Vicki è interessata allo sceriffo e viceversa. Early decide allora che dovrebbe essere coinvolto nella situazione e vuole interpretare il ruolo di un Cupido demente e contorto. Early convince lo sceriffo a tirare fuori le sue peggiori azioni in assoluto e a prendersi in giro da solo. Una volta che Vicki prende lo sceriffo per un verme ripugnante, Early porta lo sceriffo ancora più in basso sul sentiero del non-ritorno.
- Guest star: Leslie Sharp (Vicki).
- Ascolti USA: telespettatori 1.116.000 – rating/share 18-49 anni[9].
- Sigla: Sharon Van Etten[10]

## Cephalo-ectomy
- Diretto da: Jim Fortier e Dave Willis
- Scritto da: Jim Fortier e Dave Willis

### Trama
La notte in cui Rusty e Tammi si sono accoppiati per avere Randy è stata una notte molto strana. Infatti i calamari e gli umani possono sì accoppiarsi, ma Randy ha assunto l'aspetto di un umano e i tentacoli di un calamaro. Questa cosa non dà pochi problemi, soprattutto in ambito scolastico, e in famiglia c'è una battaglia sul fatto che il figlio di Rusty debba o no rimuovere le appendici. L'unico problema è che l'operazione costa 10.000 dollari. Early quindi decide di vendere uno dei rimorchi del suo camion per avere la giusta somma di denaro.
- Altri interpreti: Faye Otto (Tammi), Joseph Warren (dottore), Niko Coleman (Randy Cuyler), Jeff Defalque, Sadie Willis (bambina), Zach White, Eddie Ray.
- Ascolti USA: telespettatori 1.196.000 – rating/share 18-49 anni[11].
- Sigla: Rebecca Schiffman[12]

## Greener Pastor

Early e Kyle Nubbins al Waffle Barn.

- Diretto da: Jim Fortier e Dave Willis
- Scritto da: Jim Fortier, Alan Steadman e Dave Willis

### Trama
Early si ubriaca e discute con un tranquillo sconosciuto barbuto al Waffle Barn. Davanti al locale, mentre sta per passare un grande camion, Early cerca di prendere a pugni lo sconosciuto, ma quest'ultimo, in un primo momento, lo salva poi Early viene colpito da una macchina in corsa e si ferisce. Il giorno dopo, in chiesa, Early, bendato in più punti, si vanta di aver picchiato lo straniero e di averlo costrinto a comprargli la cena e di essersi fatto portare a casa da lui, ma ovviamente non era vero. Lo straniero si dirige verso la facciata della chiesa e si presenta come Kyle Nubbins, il nuovo pastore, il quale afferma che il precedente reverendo se n'è andato per andare in "un posto migliore .... Primo presbiteriano di Blue Ridge". Kyle suona la sua chitarra e invita le persone ad un rinfresco per quella sera. Mentre tornano, Early e Granny discutono di Nubbins. Al rinfresco, Early accusa Kyle di essere arrabbiato con lui perché ha perso il combattimento al Waffle Barn e nel frattempo butta il ciba a terra e lo insulta. Poco dopo l'intervento dello sceriffo, Early decide di andarsene. Più tardi, i Cuyler si presentano alla raccolta fondi della chiesa e Early punta il fucile a Nubbins mentre stava nuotando dentro una vasca d'acqua. Kyle parla tranquillamente con Early, dicendo che capisce benissimo la rabbia e l'instabilità di Early e che l'alcol non lo aiuterà. Early viene battezzato nella vasca d'acqua, ma più tardi si scopre che non è cambiato niente dal momento che ruba tutti i soldi della raccolta fondi. In chiesa, Nubbins dice alle persone di chiudere gli occhi così da poter permettere al ladro di restituire i soldi. Quando aprono gli occhi, tuttavia, non solo Early non restituisce i soldi, ma ruba anche la chitarra di Kyle. Questo rivela il lato oscuro di Nubbins, il quale si mette ad imprecare quando si rende conto che la sua "12 corde" non c'è più. Nubbins va a casa di Early, il quale sta suonando proprio la sua chitarra. Early cerca di mimetizzarsi, ma dimentica che il suo cappello e la chitarra rivelano la sua posizione. Kyle allora prende Early dal collo e lo attacca contro il muro e comincia a soffocarlo. I due si calmano e decidono di incontrarsi nella palestra della chiesa per una gara di Sumo. Tuttavia Rusty (nelle gambe della tuta di Cuyler) cammina all'indietro e va fuori dal cerchio, finendo per far vincere subito Kyle. Lo sceriffo dice in lacrime a Early di lasciare la città, ma Early rifiuta dicendo "Adoro questa città con tutto il mio cuore, ci vorrebbero 220 sasquatch per trascinarmi via da questa città". Poco dopo, lo sceriffo lega quindi Early ad un cane, che lo trascina via. Nubbins (apparentemente soddisfatto) se ne va dicendo alle persone di andare in chiesa.
- Guest star: Jason Isbell (Kyle Nubbins).
- Altri interpreti: Joseph Warren (cameriere).
- Ascolti USA: telespettatori 1.232.000 – rating/share 18-49 anni[13].
- Nota: L'episodio è dedicato in memoria di Scott Hilley, doppiatore originale del reverendo[14][15][16].
- Sigla: Jimmy Cliff[17]

## Squash B'Gosh
- Diretto da: Jim Fortier e Dave Willis
- Scritto da: Jim Fortier e Dave Willis

### Trama
Lo sceriffo si scopre avere una strana ossessione per le bambole in stile Cabbage Patch. In occasione della festa di Halloween quindi decide di prendere dei costumi per le sue bambole e assume Granny per cucire dei vestiti personalizzati. Early vede un'opportunità di guadagno nelle nuove bambole dello sceriffo, quindi crea una sua linea di bambole per bambini chiamata Squash B'Gosh. Quella notte però gli Squash B'Gosh prendono vita e si scopre che sono assetati di sangue.
- Altri interpreti: Faye Otto (Tammi), Niko Coleman (Randy Cuyler).
- Ascolti USA: telespettatori 888.000 – rating/share 18-49 anni[18].
- Sigla: Cannibal Corpse[19]

## Thanks-Taking
- Diretto da: Jim Fortier e Dave Willis
- Scritto da: Jim Fortier e Dave Willis

### Trama
Scocciato di non avere nessuno con cui celebrare le vacanze, Rusty trova un cane smarrito e decide di portarlo a casa.
- Altri interpreti: Faye Otto (Tammi), Alan Steadman (figlio di Glenn), Sasha Brown (figlia di Glenn).
- Ascolti USA: telespettatori 834.000 – rating/share 18-49 anni[20].
- Sigla: The Both